# Opius congoensis
Opius congoensis är en stekelart som beskrevs av Fischer 1968. Opius congoensis ingår i släktet Opius och familjen bracksteklar. Inga underarter finns listade i Catalogue of Life.